# Новая волна 2003
Но́вая волна́ 2003 (англ. New Wave 2003; латыш. 2003. gada Jaunais Vilnis) — 2-й Международный конкурс молодых исполнителей «Новая волна», который проходил с 30 июля по 3 августа 2003 года  в концертном зале «Дзинтари» (Юрмала).

## Участники
| Имя, фамилия, псевдоним | Страна     |
| ----------------------- | ---------- |
| Nicole                  | Латвия     |
| Эмми                    | Армения    |
| Leon                    | Швеция     |
| Анастасия Стоцкая       | Россия     |
| Ruta                    | Литва      |
| Евгения Дубовая         | Украина    |
| Hatuna                  | Эстония    |
| Tatiana Perez           | Турция     |
| Rafael                  | Израиль    |
| Nika                    | Латвия     |
| Группа «Радиокафе»      | Россия     |
| Группа «101»            | Казахстан  |
| Нелли                   | Молдова    |
| Вадим Азарх             | Россия     |
| Группа «Аъло»           | Узбекистан |
| Slej                    | Англия     |

## Результаты
| Страна     | Исполнитель         | Всего баллов | Место |
| ---------- | ------------------- | ------------ | ----- |
| Россия     | Анастасия Стоцкая   | 217          | 1     |
| Молдова    | Нелли               | 216          | 2     |
| Россия     | Вадим Азарх         | 215          | 3     |
| Израиль    | Rafael              | 214          | 4     |
| Латвия     | Вероника Плотникова | 211          | 5     |
| Латвия     | Nicole              | 208          | 6     |
| Украина    | Евгения             | 206          | 7     |
| Англия     | Slej                | 205          | 8     |
| Россия     | Группа «Радиокафе»  | 204          | 9     |
| Узбекистан | Группа «Аъло»       | 196          | 10    |
| Турция     | Tatiana Perez       | 195          | 11    |
| Казахстан  | Группа «101»        | 194          | 12    |
| Литва      | Рута                | 193          | 13    |
| Армения    | Эмми                | 191          | 14    |
| Эстония    | Хатуна              | 188          | 15    |
| Швеция     | Леон                | 184          | 16    |

## Первый день. Открытие фестиваля (30 июля 2003 года)

### Ведущие
- Лера Кудрявцева и Андрей Малахов

### На открытии фестиваля выступили
- In-Grid
- Игорь Крутой
- Раймонд Паулс
- Валерия
- Наталья Ветлицкая
- Сергей Мазаев
- Игорь Николаев
- Жасмин
- Кристина Орбакайте и Авраам Руссо
- Би-2
- Юлия Чичерина
- Алсу
- Джей Стивер и Лайма Вайкуле
- Леонид Агутин и Анжелика Варум

## Первый конкурсный день (31 июля 2003 года)

### Ведущие
- Лера Кудрявцева и Андрей Малахов

### На первом конкурсном дне выступили
- Сара Коннор
- Леонид Агутин и Анжелика Варум

## Второй день. День Мирового хита и концерт членов жюри (1 августа 2003 года)

### Ведущие
- Лера Кудрявцева и Андрей Малахов

### На первом конкурсном дне выступили
- Верка Сердючка
- Игорь Крутой
- Раймонд Паулс
- Леонид Агутин
- Валерий Леонтьев
- Валерия и группа «Мумий Тролль»

Рок-концерт:
- Ленинград
- Би-2
- Сплин
- Ария
- Ночные снайперы
- Агата Кристи
- Запрещенные барабанщики
- Bans and brothers (Латвия)

## Ведущие конкурса
- Валерия Кудрявцева
- Андрей Малахов

## Жюри конкурса
- Игорь Крутой — сопредседатель жюри
- Раймонд Паулс — сопредседатель жюри[5]
- Илья Лагутенко
- Лайма Вайкуле
- Леонид Агутин
- Валерия
- Владимир Матецкий
- Фёдор Бондарчук